# Фотул Марія Йосипівна
Марія Йосипівна Фотул (?, тепер Закарпатська область — ?) — українська радянська діячка, голова колгоспу «Молода гвардія» Свалявського округу (району) Закарпатської області. Депутат Верховної Ради СРСР 3-го скликання.

## Життєпис
Народилася в селянській родині.
На 1950 рік — голова колгоспу «Молода гвардія» Свалявського округу (району) Закарпатської області.